# Hilkka Rantaseppä-Helenius
Hilkka Rantaseppä-Helenius (1925 - 1975) va ser una astrònoma finlandesa.

## Biografia
Va començar a estudiar matemàtiques amb l'esperança de convertir-se en professora. L'astrònom finlandés Yrjö Väisälä la va inspirar a convertir-se en astrònoma. Com a filla d'un granger, va ser una de les poques astrònomes afortunades que van tindre el privilegi de tindre un observatori al seu propi corral.
Als cinquanta anys va morir en un accident. L'asteroide Florian 1530 Rantaseppä va ser nomenat en la seua memòria.

## Carrera científica
va treballar en l'observació de planetes menors i com a assistent a l'Observatori de Tuorla de 1956 a 1962. Quan el 1962 hi va haver una vacant, es va convertir en observadora, lloc que va ocupar fins 1975. També va participar en la construcció de l'Observatori de Kevola per la Tähtitieteellis-optillinen seura (Societat Òptica d'Astronomia) en una propietat seua el 1963.